# Anastasia Mazzone
Anastasia María Mazzone Macías (Caracas, Venezuela 25 de noviembre de 1980) una actriz venezolana de telenovelas y de teatro. Durante su infancia emigró con su madre a Francia donde cursó estudios de comercio internacional en la École Supérieure de Commerce International de París (ESCIP) faltándole un semestre para obtener la licenciatura. En Burdeos frecuentó una escuela de teatro experimental.

## Trayectoria
En París, estuvo en la Comédie Française actuando en piezas clásicas como Le Cid de Corneille, Les Femmes Savantes y Le Bourgeois Gentilhomme de Molière. 
De regreso en Venezuela, participa en La Bella Durmiente y El Príncipe Valiente, con la producción de Viviana Gibelli junto a Zair Montes, Daniela Alvarado, Jonathan Montenegro y Luis Jerónimo Abreu. 
En Venevisión alcanzó la fama por la telenovela La vida entera y resultó ser una fuente constante de interés para los tabloides, principalmente debido a la relación sentimental entre la actriz y el escritor Leonardo Padrón, quien fuese guionista de la mencionada novela y uno de los principales impulsores de la carrera de Mazzone. Desde 2010 el empresario Wilmer Ruperti presidente del Canal I y Mazzone, comenzaron una relación sentimental. Ello a su vez fue sucedido por la confirmación de que la pareja estaba preparando su matrimonio, que se efectuó el 22 de mayo de 2010 en Miami En la boda canto el  músico Willie Chirino, que cobró por ese servicio. A esto se sumó el nombramiento de la actriz como directora del Canal I en el 2010. El 17 de noviembre de 2011 dio a luz a una niña a la que se le puso por nombre María Josefina, con su nacimiento siendo hecho público dos días después. El 25 de enero de 2016, la Corte de Miami, Florida, le otorgó el divorcio y la guarda y custodia total y absoluta de la hija que ambos tienen.

## Filmografía

### Telenovelas y series
| Año       | Título              | Personaje                                | Canal      |
| --------- | ------------------- | ---------------------------------------- | ---------- |
| 2017      | Milagros de Navidad | Martha Ramírez                           | Telemundo  |
| 2016      | Silvana sin lana    | Catalina "Cata" Hernández Pons           | Telemundo  |
| 2015      | Escándalos          | Geraldine / Valeria Contreras de Sánchez | Televen    |
| 2008-2009 | La vida entera      | Julieta Torres "Kotufa"                  | Venevisión |
| 2007-2008 | Arroz con leche     | Isabella Mori Rosenfelt                  | Venevisión |
| 2006-2007 | Ciudad Bendita      | Kimberly Mercado "Ojos Grises"           | Venevisión |

### Películas
| Año  | Título           | Personaje                   | Nota |
| ---- | ---------------- | --------------------------- | ---- |
| 2017 | Santiago Apóstol | Marta, la hermana de Lázaro |      |

### Teatro
En la Comédie Française:
- Le Cid de Corneille
- Les Femmes Savantes
- Le Bourgeois Gentilhomme de Molière.
- La Bella Durmiente
- El Príncipe Valiente